# 熊本県酪農業協同組合連合会
熊本県酪農業協同組合連合会（くまもとけんらくのうぎょうきょうどうくみあいれんごうかい）は、熊本県熊本市東区に本会を置く生乳生産者団体である。熊本県では「らくのうマザーズ」のブランド名で通っている。また同ブランド名で「らくのう牛乳」をはじめとする牛乳や乳飲料、ヨーグルトなどを製造し、熊本県内を中心にスーパーマーケットやコンビニエンスストアなどの小売店で販売されている。

## 概要

### 沿革
- 1950年 - 熊本県酪農協会（県酪連の前身）設立。
- 1954年 - 熊本県酪農業協同組合連合会設立。
- 1962年 - 熊本県酪農青壮年部協議会発足。
- 1964年 - 熊本県酪農政治連盟発足。
- 1966年 - 熊本県指定生乳生産者団体として認可。
- 1970年 - 熊本県酪農婦人部協議会発足。
- 1974年 - 熊本工場（市乳）操業開始（らくのう牛乳新発売）。熊本営業所開設。
- 1975年 - 福岡営業所開設。学校給食供給事業開始。
- 1976年 - 食肉事業開始。
- 1977年 - 北九州営業所開設。
- 1983年 - 菊地工場操業開始（らくのうLL牛乳新発売）。生乳需給基地開設。関西営業所開設。
- 1984年 - 関東営業所開設。大分営業所開設。南九州営業所開設。
- 1985年 - 長崎営業所開設。中四国営業所開設。デザート工場操業開始（らくのうデザート製品新発売）。
- 1994年 - CI計画策定。「らくのうマザーズ」スタート。
- 1999年 - 城南ステーション開設。九州生乳販売農業協同組合連合会設立、加入。
- 2000年 - 株式会社マザーズファーム創立。「阿蘇らくのうパーク」オープン。
- 2001年 - マザーズ会設立。
- 2002年 - マザーズプラン1000策定。
- 2003年 - 球磨ステーション開設。「阿蘇らくのうパーク」が「阿蘇ミルク牧場」としてリニューアルオープン。
- 2007年 - 本部事務所移転。

### 組合情報
- 代表者 代表理事会長 吉田孝壽
- 出資金 9億7,123万円
- 本所所在地 熊本県熊本市東区戸島5丁目10番15号
  - 支店 2ヵ所（熊本市東区・大野城市）
  - 営業所 7ヵ所（北九州市八幡西区・諫早市・大分市・姶良市・広島市東区・吹田市・東京都渋谷区）
  - 工場 2ヵ所（熊本市東区・菊池市）